# George Büchi
George Hermann Büchi (Baden, 1º agosto 1921 – Svizzera, 28 agosto 1998) è stato un chimico svizzero, professore al Massachusetts Institute of Technology.
La reazione di Paternò, nota sin dai primi anni venti del ventesimo secolo, venne rinominata "Reazione di Paternò- Büchi" grazie ai contributi del gruppo di ricerca guidato da Büchi stesso.

## Biografia
George Büchi è nato a Baden in Svizzera. Dopo aver studiato chimica presso l'Istituto Federale di Tecnologia (ETH) ed essersi laureato nel 1945, è stato collaboratore nel 1947 di Leopoldo Ružička per un dottorato al Politecnico di Zurigo. Successivamente è stato per tre anni come postdoc presso Morris Kharasch. Qui ha lavorato sullo studio sistematico della chimica dei radicali liberi in condizioni fotochimiche.
Nel 1951 si trasferisce grazie ad una proposta da Arthur C. Cope al Dipartimento di Chimica presso il Massachusetts Institute of Technology, dove divenne nel 1956 professore Associato e nel 1958 professore ordinario. Nel 1956 è stato inoltre eletto alla American Academy of Arts and Sciences.
Nel 1991 è entrato in pensione.
Buchi era sposato con Anna Barkman Buchi.

## Produzione scientifica
Büchi è noto per lo sviluppo e l'ottimizzazione della reazione di Paternò-Büchi, scoperta nel 1909 da Emanuele Paternò. Tuttavia, egli fu attivo in molti settori della chimica organica, in particolare la fotochimica organica, la delucidazione strutturale di prodotti naturali, la sintesi di prodotti naturali, problemi tossicologici e lo sviluppo di nuovi metodi sintetici. Il suo lavoro scientifico ha portato a 200 pubblicazioni.